# 山形県道・福島県道2号米沢猪苗代線
山形県道・福島県道2号米沢猪苗代線（やまがたけんどう・ふくしまけんどう2ごう よねざわいなわしろせん）は、山形県米沢市から福島県耶麻郡猪苗代町に至る県道（主要地方道）である。

## 概要
山形県と福島県の県境にある白布峠（しらぶとうげ）を越えて、米沢市と裏磐梯・猪苗代とを結ぶ路線。白布峠越えの区間は冬季閉鎖があり、磐梯山東側を回り込む裏磐梯から猪苗代の一部区間は、国道459号と重複する。米沢市でも特に豊富な積雪量で知られる天元台高原スキー場へのアクセスはこのルートによる。一部は山形県道路公社が管理する西吾妻スカイバレーという観光有料道路だったが、無料開放された。会津若松と米沢とを結ぶ道は、明治時代以降は大峠越え（国道121号）がメインルートとなっているが、本路線の祖にあたる江戸時代以前の会津街道は白布峠のすぐ西に位置する桧原峠を越える道筋であった。

### 路線データ
- 起点：山形県米沢市中央（交差点＝山形県道3号米沢南陽白鷹線交点）
- 終点：福島県耶麻郡猪苗代町二丁田（交差点＝国道115号交点）
- 総延長：- km（福島県 - 31.122 km）
- 実延長：- km（福島県 - 22.865 km[2]）

## 歴史
- 1954年（昭和29年）1月20日 - 建設省告示第16号が交付され、山形県道米沢猪苗代線の一部と福島県道猪苗代米沢線の一部が主要地方道米沢猪苗代線に指定される。
- 1965年（昭和40年）3月5日 - 福島県によって県道路線に認定される[3]。
- 1993年（平成5年）5月11日 - 県道米沢猪苗代線が、米沢猪苗代線として建設省から主要地方道の指定を受ける[4]。

## 路線状況

### 名称・愛称
- 会津街道（米沢市丸の内 - 立石）
- 西吾妻スカイバレー（米沢市関）
福島県裏磐梯の桧原湖北岸(早稲沢温泉)と山形県米沢市の白布温泉とを結ぶ山岳路にある17.8 km区間の通称[5]。両県境にある標高1445 mの白布峠の南・福島県側は、東鉢山七曲りと称するヘアピンカーブが連続する区間があり、この道路における通行時の要注意地点となっている[5]。峠の前後には展望台にもなっている、数カ所の駐車スペースもある[1]。比較的通行量は少なく、磐梯エリアでは磐梯吾妻スカイラインと双璧をなす、穴場的な絶景スポットのワインディングロードとして知られている[1][5]。道路冬季閉鎖があり、11月上旬ごろから4月下旬の間は通行できない[1][5]。もとは、1973年（昭和48年）に開通した有料道路である西吾妻有料道路で、2003年（平成15年）に無料開放された[1]。

### 冬期閉鎖区間
- 山形県米沢市白布 - 福島県耶麻郡北塩原村早稲沢間[6]

### 重複区間
- 山形県道152号米沢環状線（米沢市本町一丁田）
- 国道459号（猪苗代町三ツ屋 - 北塩原村剣ヶ峰間）

### 道路施設

#### 山形県
西吾妻トンネル
米沢市関
小白布橋
米沢市にて大樽川を渡る

#### 福島県
見晴橋
- 全長：58.3m
- 幅員：9.0m
- 竣工：1972年[7]

北塩原村檜原にて檜原湖東岸の入江を渡る。
裏磐梯橋
- 全長：62.7m
- 幅員：9.0m
- 竣工：1972年[7]

北塩原村檜原字曽原山にて檜原湖東岸の入江を渡る。
小野川橋
- 全長：22.7m
- 幅員：8.5（12.5）m
- 形式：単純PCプレテンT桁橋
- 竣工：1992年[8]

耶麻郡北塩原村檜原に位置し、一級水系阿賀野川水系長瀬川を渡る。火山堆積物による軟弱地盤であり、転石の散在もみられることから全周回転切削式オールケーシング工法により基礎工事がなされた。
回顧（みかえり）橋
- 全長：17.1m
- 幅員：6.5(12.5)m
- 形式：単純PC中空床版桁橋
- 竣工：1995年

耶麻郡北塩原村檜原字剣ケ峯に位置し、小野川湖と檜原湖を結ぶ長峰水路を渡る。1933年に掛けられた旧橋は幅員が狭く、老朽化、破損が著しかったため1994年度より架け替え工事に着手し、1995年に竣工した。総事業費は2億8600万円。

## 地理
福島県側では東鉢山の南麓を駆け上がり、東鉢山と矢筈山を山形・福島県境の白布峠（標高1410メートル）で通り抜けている。白布峠越えの区間からは、山形県側は最上川源流の森林地帯で、双竜峡があり、白布大滝・赤滝・黒滝などの瀑布や、奥羽三高湯に数えられた開湯700年以上の歴史を持つといわれる白布温泉がある。標高の高いところでは視界が開け、福島県側では5連ヘアピンカーブから上、山形県側は西吾妻トンネルを抜けたところから景色が開放的に変化し、その区間は約8 kmつづく。福島県側からは磐梯山と桧原湖を望むことができ、天気がいい日には、北の飯豊連峰や朝日連峰も遠望できる。道路は西吾妻山の西中腹を越えるワインディングロードで、特に福島県側の東鉢山七曲りは、ヘアピンカーブの連続となる。

### 通過する自治体
- 山形県
  - 米沢市 -
- 福島県
  - 耶麻郡北塩原村 - 猪苗代町

### 交差する道路
- 山形県
  - 山形県道3号米沢南陽白鷹線（米沢市中央1丁目/中央2丁目）
  - 山形県道153号西米沢停車場線（米沢市中央1丁目/中央2丁目）
  - 山形県道233号綱木米沢停車場線（米沢市門東町/米沢丸の内）
  - 山形県道152号米沢環状線（米沢市本町2丁目/城南4丁目/城南2丁目）
  - 山形県道245号笹野下矢来線（米沢市笹野/諸仏町）
  - 山形県道151号関根李山線（米沢市李山）
  - 山形県道234号綱木小野川舘山線（米沢市関）
- 福島県
  - 福島県道64号会津若松裏磐梯線（北塩原村桧原）
  - 国道459号（北塩原村桧原 裏磐梯剣ケ峯交差点 - 猪苗代町三ツ屋）※重複
  - 福島県道70号福島吾妻裏磐梯線（北塩原村桧原）
  - 国道115号（猪苗代町五百苅）

### 沿線
- 山形県
  - 上杉神社/米沢城址（米沢市丸の内1丁目）
  - 伝国の杜置賜文化ホール（米沢市丸の内1丁目）
  - JR米坂線 南米沢駅
  - 船坂峠（米沢市李山）
  - 白布温泉（米沢市関）
  - 天元台高原（米沢市李山）
    - 天元台高原ロープウェイ
- 県境
  - 白布峠
  - 西吾妻山登山口
- 福島県
  - 桧原湖（北塩原村）
  - 曽原湖（北塩原村）
  - 小野川湖（北塩原村）